# Cimanes del Tejar
Cimanes del Tejar é um município da Espanha na província de León, comunidade autónoma de Castela e Leão, de área km² com população de 861 habitantes (2007) e densidade populacional de 12,21 hab/km².

## Demografia
| Variação demográfica do município entre 1991 e 2004 | Variação demográfica do município entre 1991 e 2004 | Variação demográfica do município entre 1991 e 2004 | Variação demográfica do município entre 1991 e 2004 |
| --------------------------------------------------- | --------------------------------------------------- | --------------------------------------------------- | --------------------------------------------------- |
| 1991                                                | 1996                                                | 2001                                                | 2004                                                |
| 1193                                                | 1113                                                | 951                                                 | 904                                                 |